# József Berkes
József Berkes, també conegut com amb el cognom Szendrey i Bittenbinder (Pancsova, Austrohongria, 31 de desembre de 1890 – Budapest, Hongria, 25 de gener de 1963) va ser un gimnasta artístic hongarès, que va competir a començament del segle xx.
El 1912 va prendre part en els Jocs Olímpics d'Estocolm, on va guanyar la medalla de plata en la prova del concurs complet per equips del programa de gimnàstica.